# William K. Kroeger

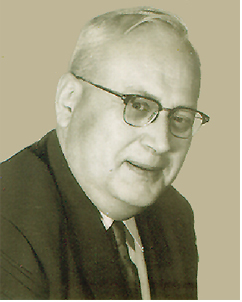
William K. Kroeger

William K. Kroeger (* 6. Juni 1906 in Duquesne (Pennsylvania); † 23. Juli 1966 in Philadelphia) war ein US-amerikanischer Physiker.
Am Carnegie Institute of Technology erhielt er einen Abschluss in Elektrotechnik und 1937 an der University of Pittsburgh einen Doktorgrad in Physik. Im Januar 1940 wurde im  Frankford Arsenal eingestellt. 
Im Juni 1943 begannen Kroeger und sein Kollege Clarence Walton Musser mit Konzepten für rückstoßfreie Geschütze. Die beiden Wissenschaftler untersuchten zunächst die physikalischen Vorgänge in rückstoßfreien Geschützen. Im September 1943 begann die eigentliche Entwicklung der Waffen. Das Ergebnis waren zwei rückstoßfreie Geschütze, das 57 mm M28 und das 75 mm M20.
Später gründete Kroeger am Frankford Arsenal ein Forschungsinstitut und war dort bis zu seinem Tod Direktor. Kroeger forschte an Rettungssystemen für Piloten, insbesondere an Schleudersitzen.
Kroeger erhielt 18 Patente und war Autor zahlreicher Artikel in wissenschaftlichen Fachzeitschriften.